# Diekholzen
Diekholzen è un comune di 6.358 abitanti (2020) della Bassa Sassonia, in Germania.
Appartiene al circondario (Landkreis) di Hildesheim (targa HI).

## Geografia antropica

### Suddivisioni amministrative
Il territorio comunale comprende, oltre al capoluogo Diekholzen, le frazioni di Barienrode, Egenstedt (con Röderhof) e Söhre.